# Ohmes
Ohmes ist ein Dorf und Ortsteil der Gemeinde Antrifttal im mittelhessischen Vogelsbergkreis.

## Ortsgeschichte

### Mittelalter
Die Ersterwähnung des Ortes findet sich in einer Urkunde des Jahres 1259. Genannt wird ein Ortsadliger „Rudolpho dicto de Omesa“ Rudolf genannt von Ohmes. 1270 wird erneut ein „Rudolphus de Omisa“ erwähnt. Schließlich findet sich 1288 die urkundliche Erwähnung von „Lodowicus Paza de Omesahe“. Die Herren von Ohmes starben wahrscheinlich noch im 13. Jahrhundert aus. Ein Kopiar aus der Zeit zwischen 1400 und 1425 listet für etwa 1300 die Abgabe von einem Malter in Omesahe auf. 1344 wird erstmals die Siedlungsform villa für Ohmes angewendet: „... in terminis ville Omese“ (In der Gemarkung Ohmes).
Der Ortsname leitet sich von einem Gewässernamen ab. Wahrscheinlich ist es das unterhalb des Ortes entspringenden Gewässer „Omena“.
1240 kam ein Drittel des Dorfes an die Abtei Hersfeld. Der Rest war Teil des ziegenhainischen Gerichts Katzenberg mit Sitz in Ruhlkirchen. In seiner wechselvollen Geschichte gehörte das Dorf als Teil des Gerichts Katzenberg verschiedenen Herren – dem Deutschen Orden, dem hessischen Hofmeister Hans von Dörnberg, den Landgrafen von Hessen und dem Erzstift Mainz.

### Frühe Neuzeit
Die Bauernkriege und der Dreißigjährige Krieg brachten neben Raub, Plünderung, Vergewaltigung, Misshandlung auch mannigfache Zerstörung. So zählte die Gemeinde 1580 40 Hausstellen, 1630 jedoch nur noch 33.

### Neuzeit
Anfang des 19. Jahrhunderts ging das Dorf mit dem gesamten Gericht Katzenberg als Folge des Reichsdeputationshauptschlusses aus Kurmainzer Besitz an Kurhessen über. Mit dem Friedensvertrag zwischen dem Königreich Preußen und dem Großherzogtum Hessen vom 3. September 1866 im Anschluss an den Krieg von 1866 kamen die Dörfer des „Distrikts Katzenberg“ an das Großherzogtum. In Ohmes galt damals kurhessisches Recht. Dieses behielt als Partikularrecht seine Geltung auch während der Zugehörigkeit zum Großherzogtum Hessen ab 1866. Dieses Partikularrecht wurde zum 1. Januar 1900 von dem einheitlich im ganzen Deutschen Reich geltenden Bürgerlichen Gesetzbuch abgelöst.
Um die Wende vom 19. zum 20. Jahrhundert ließ Pfarrer Williges Kraiger eine Kirche mit Sakristei von J. Bensheimer aus Dieburg bauen. Sie wurde 1903 „Zur Heiligen Familie von Nazareth“ (Nebenpatron: Williges) geweiht und kostete 35.277 Mark.
Im Zuge der Gebietsreform in Hessen schlossen sich am 31. Dezember 1971 die fünf Gemeinden Bernsburg, Ohmes, Ruhlkirchen, Seibelsdorf und Vockenrod zur neuen Großgemeinde Antrifttal zusammen.

### Einwohnerentwicklung
Quelle: Historisches Ortslexikon
- 1961: 13 evangelische (= 2,74 %), 462 katholische (= 97,26 %) Einwohner

| Ohmes: Einwohnerzahlen von 1834 bis 2014 | Ohmes: Einwohnerzahlen von 1834 bis 2014 | Ohmes: Einwohnerzahlen von 1834 bis 2014 | Ohmes: Einwohnerzahlen von 1834 bis 2014 | Ohmes: Einwohnerzahlen von 1834 bis 2014 |
| --- | ---------------------------------------- | ---------------------------------------- | ---------------------------------------- | ---------------------------------------- |
| Jahr |                                          |                                          |                                          | Einwohner                                |
| 1834 | 1834                                     |                                          | 495                                      | 495                                      |
| 1840 | 1840                                     |                                          | 502                                      | 502                                      |
| 1846 | 1846                                     |                                          | 518                                      | 518                                      |
| 1852 | 1852                                     |                                          | 512                                      | 512                                      |
| 1858 | 1858                                     |                                          | 482                                      | 482                                      |
| 1864 | 1864                                     |                                          | 493                                      | 493                                      |
| 1871 | 1871                                     |                                          | 447                                      | 447                                      |
| 1875 | 1875                                     |                                          | 428                                      | 428                                      |
| 1885 | 1885                                     |                                          | 426                                      | 426                                      |
| 1895 | 1895                                     |                                          | 396                                      | 396                                      |
| 1905 | 1905                                     |                                          | 410                                      | 410                                      |
| 1910 | 1910                                     |                                          | 414                                      | 414                                      |
| 1925 | 1925                                     |                                          | 396                                      | 396                                      |
| 1939 | 1939                                     |                                          | 401                                      | 401                                      |
| 1946 | 1946                                     |                                          | 565                                      | 565                                      |
| 1950 | 1950                                     |                                          | 578                                      | 578                                      |
| 1956 | 1956                                     |                                          | 504                                      | 504                                      |
| 1961 | 1961                                     |                                          | 475                                      | 475                                      |
| 1967 | 1967                                     |                                          | 499                                      | 499                                      |
| 1970 | 1970                                     |                                          | 429                                      | 429                                      |
| 2008 | 2008                                     |                                          | 507                                      | 507                                      |
| 2011 | 2011                                     |                                          | 496                                      | 496                                      |
| 2014 | 2014                                     |                                          | 479                                      | 479                                      |
| Datenquelle: Historisches Gemeindeverzeichnis für Hessen: Die Bevölkerung der Gemeinden 1834 bis 1967. Wiesbaden: Hessisches Statistisches Landesamt, 1968. Weitere Quellen: |                                          |                                          |                                          |                                          |

## Kultur und Sehenswürdigkeiten
Das kulturelle Leben in Ohmes wird durch ortsansässige Vereine in zahlreichen Veranstaltungen geprägt.
Ohmes war 2005 Teilnehmer bei der alljährlichen hr-Sendung Dolles Dorf, wo der Ort den 4. Platz erreichte.

## Persönlichkeiten
- Ludwig Schmitt (* 1900 in Ohmes; † 1978 in Darmstadt), Agrikulturchemiker und Hochschullehrer